# Școala de stareți
Școala de stareți (în engleză The Adventure of the Priory School) este una dintre cele 56 povestiri scurte cu Sherlock Holmes ale lui Sir Arthur Conan Doyle și a cincea povestire din volumul Întoarcerea lui Sherlock Holmes.
Povestirea a fost publicată în hebdomadarul american Collier's Weekly din 30 ianuarie 1904 și în revista Strand Magazine din februarie 1904, cu ilustrații de Sidney Paget, apoi în volumul "Întoarcerea lui Sherlock Holmes" (în engleză The Return of Sherlock Holmes) editat la 7 martie 1905 de George Newnes Ltd din Anglia. Doyle a clasificat "Școala de stareți" pe locul X din cele 12 povestiri favorite cu Sherlock Holmes.

## Rezumat

### Misterul inițial

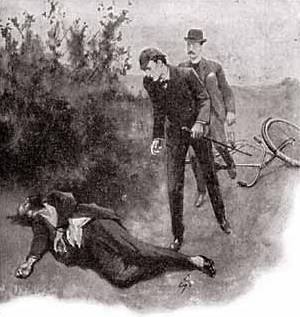
Holmes descoperă trupul lui Heidegger.

Thorneycroft Huxtable, fondator și director al unei școli primare de prestigiu de lângă Mackleton (în nordul Angliei), sosește în apartamentul lui Holmes și Watson într-o stare de mare epuizare și agitație. Cu trei zile mai înainte, în noaptea de 13 mai, au dispărut Lordul Saltire, tânărul fiu al ducelui de Holdernesse, și Heidegger, profesorul de limba germană. Ancheta poliției se împotmolise, iar Huxtable a luat decizia de a-l consulta pe detectiv, încredințându-i rezolvarea acestor dispariții care nu trebuiau să fie făcute publice pentru a nu afecta reputația ducelui, fost ministru al regatului. Ducele de Holdernesse a oferit o recompensă de 5.000 de lire acelei persoane care putea să-i spună unde se află fiul său și o alta de 1.000 de lire oricui îi va putea spune cine sunt răpitorii.
Singurele elemente determinate în urma anchetei sunt următoarele: lordul Saltire a ieșit din dormitor pe fereastră și a coborât pe o iederă solidă care ajungea până la pământ. El primise o scrisoare în acee zi de la tatăl său, dar Huxtable nu avea idee ce conține. Aceasta fusese luată de băiat din cameră. În aceeași noapte a dispărut și profesorul Heidegger, care se pare că ieșise tot pe fereastră și coborâse pe iederă, găsindu-i-se urmele pe sol. Acesta era parțial îmbrăcat, fără cămașă și șosete. Bicicleta sa dispăruse din magazie, fiind luată probabil cu el. Bicicleta băiatului rămăsese în magazie și nici o alta (în afară de cea a profesorului) nu a fost scoasă din magazie. Heidegger și lordul Saltire nu se cunoșteau și nimeni nu-i văzuse plecând.
James Wilder, secretarul personal al ducelui, a fost destul de indiscret menționându-i lui Huxtable că tânărul lord era nefericit acasă. Părinții săi nu mai locuiau împreună, mama sa mutându-se în sudul Franței. Wilder a spus că lordul Saltire era atașat de mama sa. După sosirea sa la școală, lordul Saltire părea să fie fericit și în largul său.

### Rezolvare
Holmes și Watson pleacă cu Huxtable la Mackleton pentru a face investigații la fața locului, deși era ocupat cu două anchete la Londra. Detectivul îi spune lui Huxtable că dacă va merge la telegraf, ar trebui să lanseze zvonurile că ancheta va continua la Liverpool.
Odată sosiți, cele trei persoane îl întâlnesc pe ducele de Holdernesse și pe secretarul său, James Wilder, care sunt ambii iritați de decizia pe care a luat-o Huxtable de a-i consulta pe doi necunoscuți fără a cere acordul ducelui. Ducele acceptă totuși să se folosească de serviciile lui Holmes pentru a încerca să-i găsească fiul. El afirmă că în scrisoarea trimisă fiului său nu era nimic care să-l facă să fugă din școală și nu i se ceruse până atunci nicio răscumpărare.
În aceeași seară, Holmes inspectează dormitoarele școlii fără a descoperi elemente noi față de cele raportate deja. El face rost de o hartă a împrejurimilor și determină traseul pe care l-ar fi putut urma cei doi dispăruți. Drumul fusese supravegheat de polițistul de la postul de pază, precum și de angajații de la hanul "Taurul Roșu" care așteptau venirea unui medic la proprietăreasa localului, iar la sud de școală erau terenuri arabile care erau dificil de străbătut cu bicicleta. Singurul drum pe care ar fi putut pleca cei doi era spre nord, printr-o pădure numită "Dumbrava părăsită" și apoi prin niște mlaștini. Între timp, este găsită șapca băiatului într-o caravană de țigani care-și întinseseră corturile pe terenurile mlăștinoase, plecând apoi marți.
A doua zi dimineața, Holmes și Watson pleacă să cerceteze terenurile aflate în partea de nord a zonei. În afară de urme de vaci, ei găsesc în "Dumbrava părăsită" urma unui pneu de la o bicicletă străină, cauciucul fiind marca Dunlop, cu un petic în exterior, în timp ce profesorul german avea cauciucuri Palmer's. Urmele erau aproape șterse de copitele vacilor. Urmărind urmele pe terenul mlăștinos, ei descoperă urmele pneurilor de la bicicleta lui Heidegger. La un moment dat, găsesc bicicleta profesorului, ascunsă într-un tufiș și având pe ea urme de sânge. De celalaltă parte a tufișului este găsit corpul neînsuflețit al lui Heidegger, cu o lovitură puternică la cap. Ei trimit un miner cu un bilet la doctorul Huxtable.

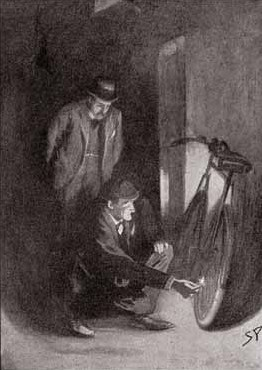
Holmes examinează bicicleta lui James Wilder

La acel moment, Holmes face o recapitulare a evenimentelor din acea seară. Lordul Saltire părăsise școala din propria sa voință, fiind atras probabil de ceva din scrisoarea primită în aceeași zi. Heidegger îl văzuse fugind și se luase după el, fără a apuca să se îmbrace. Profesorul a apelat la bicicletă pentru a-l urmări pe copil, ceea ce înseamnă că băiatul avea mijloace rapide de fugă. Lovitura dată profesorului era prea puternică pentru a fi dată de un copil, de unde se deduce că acesta avea un însoțitor adult. Adultul și copilul au mers împreună cu bicicleta cu pneuri Dunlop, reeșapate. 
Cei doi își continuă cercetările și ajung la un han sărăcăcios numit "Cocoșul de luptă" (Fighting Cock), al cărui proprietar era un anumit Reuben Hayes. Acesta fusese vizitiul ducelui, până când fusese concediat de nobil. Pretextând că șchiopătează și nu mai poate merge, Holmes îi cere hangiului o bicicletă pentru a merge cu ea la castelul ducelui, Holdernesse Hall. Hayes le spune că nu are bicletă, dar le va da doi cai. Cei doi cer ceva de mâncare; în timp ce mâncau, Holmes observă un atelier de fierărie lângă grajduri. Dându-și seama că a văzut multe urme de vaci, dar nicio vacă, iar urmele erau de animale care mergeau în trap și galop, detectivul înțelege că Hayes le pusese cailor potcoave de vaci. Ei aruncă o privire în atelierul de fierărie și observă că cei doi cai aveau potcoave vechi, cărora li se bătuseră cuie noi.
Surprinși de Hayes, ei spun că s-au uitat la cai și că preferă totuși să meargă pe jos la conac. Ei se îndepărtează de han, dar nu merg spre conac, ci se urcă pe un deal de unde puteau examina drumul și clădirea hanului. Cei doi îl observă trecând pe drum pe secretarul James Wilder mergând grăbit cu o bicicletă spre hanul suspect. Ajungând la han, el își lasă bicicleta sprijinită de zid și intră în clădire. După o vreme, Reuben Hayes pleacă din grajd în viteză cu docarul luând-o spre Chesterfield. În întuneric, ei observă că Wilder îl întâmpină pe cineva care venea pe drum, iar apoi ambii intră în han. Ajuns la han, Holmes observă că pneurile de la bicicleta lui Wilder erau marca Dunlop și aveau un petic. Cățărându-se pe umerii lui Watson, detectivul trage cu ochiul pe fereastra de la o cameră luminată, dar nu-i spune și lui Watson ce a văzut. Apoi se dce la gara Mackleton și trimite câteva telegrame.
În dimineața următoare, Holmes și Watson se duc la conacul Holdernesse, unde află că ducele nu se simte bine. La insistența lui Holmes, ducele vine să-i întâmpine, iar detectivul îi cere să-i scrie un cec de 6.000 de lire. El spune că lordul Saltire se afla în seara trecută la hanul "Cocoșul de luptă" și-l acuză pe duce de complicitate la răpire, afirmând că-l văzuse pe fereastra hanului alături de fiul său. Ducele se oferă să scrie un cec de 12.000 de lire pentru a obține tăcerea celor doi londonezi, dar Holmes refuză pe motivul că nu e vorba de o simplă răpire, ci și de o crimă. Nobilul afirmă că acea crimă fusese săvârșită de Reuben Hayes, care fusese angajat de James Wilder. Detectivul îi spune că Hayes a fost capturat în acea dimineață la Chesterfield.
Ducele îi relatează lui Holmes că James Wilder era fiul său dintr-o relație amoroasă cu o femeie de un rang social inferior, care a refuzat să se căsătorească cu el pe motiv că i-ar distruge cariera. Doamna a murit, iar ducele a luat copilul în casa sa și l-a îngrijit ca pe copilul său, deși nu și-a recunoscut niciodată paternitatea în fața altor persoane. James Wilder a aflat acest secret și și-a cerut drepturile, amenințând cu provocarea unui scandal. Din acest motiv, ducele a trebuit să se despartă de soția sa. Pentru a-și proteja fiul legitim, nobilul l-a trimis la școala doctorului Huxtable. 
Cu o zi înainte de dispariția copilului, ducele i-a scris o scrisoare, dar James Wilder a înlocuit-o cu un bilet în care îl ruga pe lordul Saltire să-l întâlnească în pădurea "Dumbrava părăsită", folosindu-se de numele ducesei. Cei doi s-au întâlnit acolo, secretarul venind cu bicicleta, iar James i-a spus lui Arthur că mama lui dorea să-l vadă, iar în acea noapte îl va aștepta în pădure un bărbat călare care-l va duce la ea. Băiatul a venit la întâlnire, fiind așteptat de Hayes care l-a dus la hanul său. Pe drum, au fost ajunși de profesorul de germană, iar Hayes l-a lovit în cap cu bastonul, bărbatul murind ulterior din cauza rănilor. Ajunși la han, Hayes l-a închis într-o cameră. James Wilder dorea ca ducele să anuleze testamentul prin care lordul Saltire moștenea averea și să încheie un nou testament în care Wilder era trecut ca moștenitor.
Auzind de crimă, James Wilder l-a informat pe duce, fără a apuca să-i ceară acestuia modificarea testamentului. Secretarul l-a prevenit pe Hayes, iar acesta a fugit. În acea noapte, ducele s-a dus la han și s-a întâlnit cu Arthur. Nobilul îi promisese trei zile lui James Wilder, pentru ca Hayes să figă fără a fi prins. Holmes îl convinge pe duce să trimită o trăsură la han pentru a-l aduce acasă pe lordul Saltire. El îi sugerează ducelui să-l convingă pe Hayes să nu spună nimic care să-i implice pe nobil. Ducele de Holdernesse afirmă că a convenit cu James Wilder ca acesta să plece în Australia pentru a-și căuta norocul acolo, trimițându-i în același timp și o scrisoare ducesei în care îi cerea să accepte să reia relația pentru binele lordului Saltire. Întrebat de Holmes, cum îi venise secretarului ideea să-și potcovească caii cu potcoave care lăsau urme ce semănau cu urme de vaci, ducele îi duce într-o cameră mobilată ca un muzeu și le arată câteva potcoave descoperite în șanțul de apă din jurul conacului Holdernesse, care fuseseră folosite de baronii tâlhari de la Holdernesse în Evul Mediu pentru a-i deruta pe urmăritori.
Acest artificiu provine din mitologia greacă; zeul Hermes a furat vitele fratelui său, zeul Apollo, punându-le potcoave care semănau cu copita unui cal și păcălindu-l astfel pe Apollo.

## Personaje
- Sherlock Holmes
- doctorul Watson
- Thorneycroft Huxtable - doctor în filozofie, colecționar de artă, director fondator al Școlii de băieți de pe lângă Stăreție, autorul lucrării "Infomații suplimentare oferite de Huxtable despre Horațiu" (Huxtable's Sidelights on Horace)
- Ducele de Holdernesse - baron de Beverley, conte de Carston, locotenent lord de Hallamshire, lord al Amiralității, ministru secretar de stat
- Lordul Saltire (Arthur) - fiul și moștenitorul ducelui de Holdernesse
- Heidegger - profesor de limba germană la Școala de băieți
- James Wilder - secretarul și fiul ilegitim al ducelui de Holdernesse
- Reuben Hayes - proprietarului hanului Fighting Cock ("Cocoșul de luptă")

## Comentariu
Data poate fi dedusă din menționarea în povestire a datei de 13 mai care a căzut într-o zi de luni din acel an și din mențiunea că ducele de Holdernesse era Lord Locotenent de Hallamshire "din 1900" (făcând mai degrabă improbabil anul 1895). În plus, se relatează că Ducele și Ducesa s-au căsătorit în 1888, iar Lordul Saltire avea vârsta de 10 ani. Acest lucru s-ar potrivi mai bine anului 1901. Este de reținut, totuși, că, în Aventura soldatului alb ca varul (care are loc în ianuarie 1903) Holmes, care este naratorul, spune că investigarea misterului a fost întârziată deoarece la acel moment el a "încheiat cazul pe care prietenul meu Watson l-a descris ca fiind cel al Școlii de la Abație, în care ducele de Greyminster a fost implicat într-o mare măsură". Este posibil ca Holmes și Watson să fi folosit nume și date diferite pentru a ascunde discret identitățile reale ale participanților la această afacere.
Holmes își arată o latura neobișnuită de mercenar în această povestire, acceptând bucuros un cec pentru 6.000 de lire sterline. Pe de altă parte, el refuză oferta ducelui de 12.000 de lire sterline, care este concepută ca o mită pentru tăcerea sa cu privire la adevărata natură a infracțiunii.
Au existat unele controverse la momentul publicării cu privire la pretenția lui Holmes de a fi în măsură să determine direcția de deplasare a unei biciclete plecând de la urmele găsite în mâlul din mlaștină.
Saltire este un termen utilizat în heraldică pentru o cruce în formă de X.

## Aluzii la anchete inedite
La începutul povestirii, Holmes afirmă că lucra deja la două anchete pe care le numește «cazul documentelor Ferrers» și «crima Abergavenny». Aceste aventuri paralele sunt inedite.

## Influențe ulterioare
În povestirea Aventura lui Johnnie Waverly de Agatha Christie este relatat un complot similar. În acesta este implicat, de asemenea, un tată de neam vechi, care cere ajutorul lui Poirot în răpirea anunțată a tânărului său fiu. După cum se dovedește, tatăl știe mai multe decât lasă să se înțeleagă. La final, Poirot reușește să-l găsească pe băiat și îi promite tatălui că va ascunde implicarea acestuia de dragul ascendenței sale nobiliare.

## Adaptări teatrale și cinematografice
Această povestire a servit ca sursă de inspirație pentru al șaselea film cu Sherlock Holmes (filmat în 1921) din seria de filme mute cu Eille Norwood.
Povestirea "Școala de stareți" a fost adaptată în 1986 pentru serialul de televiziune "Sherlock Holmes" realizat de Granada Television cu Jeremy Brett în rolul principal.  Acest episod este al șaselea al celui de-al treilea sezon. Această versiune este destul de fidelă textului original, dar finalul este schimbat. În acest episod, Wilder îl ia pe Lordul Saltire ca ostatic într-o urmărire condusă de Holmes, Ducele de Holdernesse și Watson printr-o grotă subterană aflată sub catedrala mănăstirii. Urcând în vârful unor stânci împreună cu băiatul, Wilder alunecă și cade mortal, iar Lordul Saltire este salvat.

## Traduceri în limba română
- Școala de stareți - în volumul "Aventurile lui Sherlock Holmes. Vol. III" (Colecția Adevărul, București, 2010) - traducere de Silvia Stan
- Școala de stareți - în volumul "Aventurile lui Sherlock Holmes. Vol. III" (Colecția Adevărul, București, 2011) - traducere de Silvia Stan